# Янтарний (Гомельський район)
Янта́рний (біл. Янтарны) — селище в Поколюбицькій сільській раді Гомельського району Гомельської області Республіки Білорусь.

## Географія

### Розташування
У 3 км на північ від Гомеля.

## Транспортна мережа
Транспортний зв'язок автомобільними дорогами, що відходять від Гомеля. У селищі 8 житлових будинків (2004). Планування із короткої з меридіональною спрямованістю вулиці. Забудова цегляна, переважно двох та трьох поверхова.

## Історія
Засноване у 1960-х роках, коли навколо нафтобази Гомельського району почало формуватися селище. Юридично воно оформлене та отримало назву 31 грудня 1976 року.

## Населення

### Чисельність
- 2009 — 301 мешканці[2].